# Schismatoclada farahimpensis
Schismatoclada farahimpensis är en måreväxtart som beskrevs av Anne-Marie Homolle. Schismatoclada farahimpensis ingår i släktet Schismatoclada och familjen måreväxter.
Artens utbredningsområde är Madagaskar. Inga underarter finns listade i Catalogue of Life.